# یواس‌سی‌جی‌سی اسکانابا (دبلیوپی‌جی-۷۷)
یواس‌سی‌جی‌سی اسکانابا (دبلیوپی‌جی-۷۷) (به انگلیسی: USCGC Escanaba (WPG-77)) یک زیردریایی بود که طول آن ۱۶۵ فوت (۵۰ متر) بود. این زیردریایی در سال ۱۹۳۲ ساخته شد.